# Fannie Hurst
Fannie Hurst (Hamilton, 18 ottobre 1889 – New York, 23 febbraio 1968) è stata una scrittrice e sceneggiatrice statunitense.
Tra i suoi romanzi più noti figurano Lummox (1923), Back Street (1931) e Imitation of Life (1933).

## Biografia
Fannie Hurst nacque il 19 ottobre 1885 a Hamilton, nell'Ohio. Suo padre Samuel, proprietario di una fabbrica di scarpe, e sua madre Rose Koppel erano due immigrati ebrei originari della Baviera; la sua unica sorella, Edna, morì di difterite all'età di tre anni. Cresciuta nel Missouri, frequentò la Central High School di Saint Louis, dopo aver studiato per un breve periodo alla scuola privata Harperly Hall.
Nella sua autobiografia, descrisse la sua famiglia come appartenente al ceto medio e stabile economicamente, ad eccezione di un periodo di due anni nel quale gli Hurst dovettero vivere in una pensione a causa di un'improvvisa crisi finanziaria, che scatenò il suo interesse iniziale per la condizione dei poveri. Tuttavia, studi successivi hanno messo in dubbio questa ricostruzione: secondo la storica della letteratura Susan Koppelman, Samuel Hurst cambiò attività quattro volte, non ottenne mai molto successo finanziario e fallì negli affari almeno una volta; la famiglia Hurst visse in 11 diverse pensioni prima che Fannie compisse 16 anni, e fu solo più tardi che si trasferì in una casa in una zona altolocata della città.
Hurst frequentò l'Università Washington a Saint Louis e si laureò nel 1909 all'età di 24 anni. Due anni più tardi, si trasferì a New York e proseguì i suoi studi alla Columbia University. Con l'obiettivo di raccogliere materiale per i suoi scritti, lavorò più volte come cameriera e come infermiera, e fece un viaggio per mare verso l'Europa in terza classe.
Nel 1914 pubblicò Just Around the Corner, la sua prima raccolta di racconti.
Nel 1915 Hurst sposò Jacques S. Danielson, un pianista di origine russa. Tenuto segreto per cinque anni, il matrimonio suscitò scalpore quando venne reso pubblico, poiché la coppia non viveva insieme.
Dopo una breve malattia, Fannie Hurst morì a New York il 23 febbraio 1968.

## Opere

### Raccolte di racconti
- Just Around the Corner (1914)
- Every Soul Hath Its Song (1916)
- Gaslight Sonatas (1918)
- Humoresque: A Laugh on Life with a Tear Behind It (1919)
- The Vertical City (1922)
- Song of Life (1927)
- Procession (1929)
- We are Ten (1937)

### Romanzi
- Star-Dust: The Story of an American Girl (1921)
- Lummox (1923)
- Mannequin (1926)
- Appassionata (1926)
- A President Is Born (1928)
- Five and Ten (1929)
- Back Street (1931)
- Imitation of Life (1933)
- Anitra's Dance (1934)
- Great Laughter (1936)
- Lonely Parade (1942)
- Hallelujah (1944)
- The Hands of Veronica (1947)
- Anywoman (1950)
- The Name Is Mary (1951)
- The Man with One Head (1951)
- Anatomy of Me: A Wonderer in Search of Herself (1958)
- Family! (1960)
- God Must Be Sad (1961)
- Fool, Be Still (1964)